# Syzygium austrocaledonicum
Syzygium austrocaledonicum là một loài thực vật có hoa trong Họ Đào kim nương. Loài này được (Seem.) Guillaumin miêu tả khoa học đầu tiên năm 1938.